# Combres
Combres és un municipi francès, situat al departament de l'Eure i Loir i a la regió de Centre – Vall del Loira. L'any 2007 tenia 459 habitants.

## Demografia

### Població
El 2007 la població de fet de Combres era de 459 persones. Hi havia 183 famílies, de les quals 43 eren unipersonals (11 homes vivint sols i 32 dones vivint soles), 64 parelles sense fills, 72 parelles amb fills i 4 famílies monoparentals amb fills.
La població ha evolucionat segons el següent gràfic:
Habitants censats

### Habitatges
El 2007 hi havia 293 habitatges, 186 eren l'habitatge principal de la família, 97 eren segones residències i 10 estaven desocupats. 285 eren cases i 2 eren apartaments. Dels 186 habitatges principals, 161 estaven ocupats pels seus propietaris, 22 estaven llogats i ocupats pels llogaters i 3 estaven cedits a títol gratuït; 1 tenia una cambra, 13 en tenien dues, 37 en tenien tres, 53 en tenien quatre i 82 en tenien cinc o més. 160 habitatges disposaven pel capbaix d'una plaça de pàrquing. A 88 habitatges hi havia un automòbil i a 87 n'hi havia dos o més.

### Piràmide de població
La piràmide de població per edats i sexe el 2009 era:
| Homes | Edats   | Dones |
| ----- | ------- | ----- |
| 0     | 95 o +  | 4     |
| 0     | 90 a 94 | 0     |
| 4     | 85 a 89 | 8     |
| 4     | 80 a 84 | 8     |
| 4     | 75 a 79 | 8     |
| 4     | 70 a 74 | 12    |
| 12    | 65 a 69 | 20    |
| 24    | 60 a 64 | 16    |
| 8     | 55 a 59 | 8     |
| 4     | 50 a 54 | 8     |
| 20    | 45 a 49 | 4     |
| 12    | 40 a 44 | 16    |
| 8     | 35 a 39 | 16    |
| 16    | 30 a 34 | 0     |
| 16    | 25 a 29 | 12    |
| 4     | 20 a 24 | 0     |
| 4     | 15 a 19 | 16    |
| 4     | 10 a 14 | 4     |
| 12    | 5 a 9   | 16    |
| 8     | 0 a 4   | 8     |

## Economia
El 2007 la població en edat de treballar era de 289 persones, 208 eren actives i 81 eren inactives. De les 208 persones actives 195 estaven ocupades (103 homes i 92 dones) i 12 estaven aturades (8 homes i 4 dones). De les 81 persones inactives 42 estaven jubilades, 18 estaven estudiant i 21 estaven classificades com a «altres inactius».

### Ingressos
El 2009 a Combres hi havia 198 unitats fiscals que integraven 481 persones, la mediana anual d'ingressos fiscals per persona era de 17.256 €.

### Activitats econòmiques
Dels 20 establiments que hi havia el 2007, 1 era d'una empresa alimentària, 1 d'una empresa de fabricació de material elèctric, 1 d'una empresa de fabricació d'altres productes industrials, 6 d'empreses de construcció, 1 d'una empresa de comerç i reparació d'automòbils, 2 d'empreses de transport, 2 d'empreses d'informació i comunicació, 2 d'empreses financeres, 1 d'una empresa immobiliària, 1 d'una entitat de l'administració pública i 2 d'empreses classificades com a «altres activitats de serveis».
Dels 7 establiments de servei als particulars que hi havia el 2009, 1 era una oficina de correu, 2 paletes, 3 electricistes i 1 empresa de construcció.
L'únic establiment comercial que hi havia el 2009 era una carnisseria.
L'any 2000 a Combres hi havia 23 explotacions agrícoles que ocupaven un total de 1.287 hectàrees.

## Equipaments sanitaris i escolars
El 2009 hi havia una escola elemental integrada dins d'un grup escolar amb les comunes properes formant una escola dispersa.

## Poblacions més properes
El següent diagrama mostra les poblacions més properes.